# Otto Kohlschütter
Otto Karl Kohlschütter (* 24. Juni 1807 in Dresden; † 18. Januar 1853 in Oberlößnitz) war ein deutscher Mediziner.

## Leben
Otto Kohlschütter wurde in Dresden am 24. Juni 1807 als Sohn des Karl Christian Kohlschütter (1764–1837) und dessen Frau Christiane Louise Kreysig geboren.
Kohlschütter studierte ab 1828 Medizin in Leipzig und Heidelberg. 1833 wurde er in Leipzig mit der Abhandlung Quaedam de funiculo umbilicali frequenti mortis nascentium causa: commentatio physiologico-obstetricia promoviert. Er praktizierte anschließend als niedergelassener Arzt in Dresden.

### Publizistisches Wirken
Otto Kohlschütter übersetzte zwei medizinische Standardwerke ins Deutsche, Arthur Hill Hassalls Mikroskopische Anatomie des menschlichen Körpers im gesunden und kranken Zustande sowie das Praktische Handbuch über die Krankheiten des weiblichen Geschlechts von Samuel Ashwell 
(* 1798; † 1852 ?). Letztere Übersetzung wurde nach seinem Tod durch Edmund Friedrich vollendet.
Ferner ist er Herausgeber des neu bearbeiteten opus posthumum von Friedrich Ludwig Kreysig, Die Krankheiten des Herzens im Allgemeinen und auf ihrer ersten Entwicklungsstufe, welches Kohlschütter, ein Neffe Kreysigs, erst nach dem Ableben von Kreysigs Witwe aus den Manuskripten in mühevoller Kleinstarbeit zusammenstellte.

### Gründung der Poliklinischen Kinderheilanstalt zu Dresden
Zusammen mit Hermann Eberhard Friedrich Richter (1808–1876), Robert Küttner und Eduard Zeis gründete Kohlschütter am 1. September 1834 an der Seestraße 71 in Dresden eine Poliklinische Kinderheilanstalt, die erste dieser Art in Deutschland, sowie den Ärztlichen Verein zu Dresden, der „die Keimzelle ärztlicher Standesorganisationen in Sachsen“ wurde. Durch Kränklichkeit genötigt, schied Kohlschütter 1846 aus dem Gremium aus und wurde durch Anton Pusinelli ersetzt. Aus der Poliklinik mit angemieteten Betten wurde später die Kinderheilanstalt zu Dresden.
Nach dem Rückzug aus der Kinderheilanstalt siedelte Kohlschütter 1846 auf ein Weinbergsanwesen, den Karlshof, im amtsunmittelbaren Weingutsbezirk Hoflößnitz (heute Teil von Radebeul-Oberlößnitz) vor den Toren von Dresden über, wo er bis zu seinem Tod 1853 lebte.
Er engagierte sich vor Ort im Verein für Heilwesen und Naturkunde beim Aufbau eines kleinen, aus Spenden finanzierten Krankenhauses, besonders für Dienstboten und Unbemittelte.
1850 zog er ein Resümee über die Entwicklung der Kinderheilanstalten. Ebenda findet sich auch eine Niederschrift seines Vortrags zum Thema Gehört ein ungetrübter Gesundheitszustand zu den Anforderungen, welche man an die Geschwornen zu stellen berechtigt ist?, welcher wohl inhaltlich nicht nur durch seine Erfahrung als praktizierender Arzt, sondern auch durch seinen eigenen angeschlagenen Gesundheitszustand beeinflusst ist. Otto Kohlschütter starb am 18. Januar 1853 im Alter von 45 Jahren.
Kohlschütters Witwe findet sich dann später unter benachbarten Adressen, so 1859 unter der Waldstraße 20 (Haus Arnim) und 1860 unter Wettinstraße 2 (Kyau-Haus).

## Nachkommen
Aus seiner Ehe mit Henriette Heydenreich gingen acht Kinder hervor. Sein Sohn Ernst Kohlschütter wurde durch seine Beiträge zur Schlafforschung und sein Engagement, für sein Wirken in der Kommunalpolitik und für seine Sorge um die Armen bekannt; nach ihm ist die Kohlschütterstraße in Halle (Saale) benannt. Rudolph Otto Kohlschütter promovierte 1868 zu Göttingen mit einer geschichtlichen Arbeit über Venedig unter Herzog Peter II., gestorben als Oberlehrer am Realgymnasium in Osnabrück. Willibald Otto Kohlschütter war im Rang eines Vizefeldwebels im 4. Thüringischen Infanterie-Regiment Nr. 72 im Deutsch-Französischen Krieg am Gefecht von Montbard beteiligt. Richard Kohlschütter übernahm das Rittergut in Starsiedel und war als Amtmann tätig. Anna Emilie Kohlschütter vermählte sich mit dem Agrikulturchemiker Bernhard Tollens.

## Schriften (Auswahl)
Als Autor
- Quaedam de funiculo umbilicali frequenti mortis nascentium causa: commentatio physiologico-obstetricia. Staritz, Leipzig 1833 (Digitalisat).
- Mittheilungen über Kinder-Heilanstalten, unter Benutzung von Franz S. Hügels „Beschreibung sämtlicher Kinder-Heilanstalten in Europa“ (Wien 1849). In: Annalen der Staatsarzneikunde. Bd. 8 (1850), S. 21–52 (Digitalisat).
- Gehört ein ungetrübter Gesundheitszustand zu den Anforderungen, welche man an die Geschwornen zu stellen berechtigt ist? Ein Vortrag im Vereine für Heilweisen und Naturkunde in der Lössnitz bei Dresden und deren Umgegend. In: Annalen der Staatsarzneikunde. Neue Folge, Bd. 8 (1850), S. 53–64 (Digitalisat).

Als Übersetzer
- Arthur Hill Hassall: Mikroskopische Anatomie des menschlichen Körpers im gesunden und kranken Zustande. Aus dem Englischen übersetzt von Otto Kohlschütter. Ernst Schäfer, Leipzig 1852 (Digitalisat).
- Samuel Ashwell: Praktisches Handbuch über die Krankheiten des weiblichen Geschlechts. Nach der dritten Auflage des Originals aus dem Englischen von Otto Kohlschütter und Edmund Friedrich. Ernst Schäfer, Leipzig 1854 (Digitalisat).

Als Herausgeber
- Friedrich Ludwig Kreysig: Die Krankheiten des Herzens im Allgemeinen und auf ihrer ersten Entwicklungsstufe. A. W. Hayn, Berlin 1845 (Digitalisat).